# Cocula (kommun i Jalisco)
Cocula är en kommun i Mexiko.   Den ligger i delstaten Jalisco, i den centrala delen av landet, 500 km väster om huvudstaden Mexico City.
Följande samhällen finns i Cocula:
- Cocula
- Santa Teresa
- El Saucillo
- El Chivatillo
- El Conde